# Cercyon unipunctatus
Cercyon unipunctatus är en skalbaggsart som först beskrevs av Carl von Linné 1758.  Cercyon unipunctatus ingår i släktet Cercyon och familjen palpbaggar. Arten är reproducerande i Sverige. Inga underarter finns listade i Catalogue of Life.